# Berit Aunli
Berit Aunli, född Kvello den 9 juni 1956 i Stjørdal, är en norsk före detta längdåkare som tävlade i slutet av 1970- och början av 1980-talet. 
Aunli deltog i två Olympiska spel. Vid OS 1980 ingick hon i det norska stafettlag som blev bronsmedaljörer. Vid OS 1984 vann Aunli guld med det norska stafettlaget och dessutom blev hon silvermedaljör på 5 km.
Aunlis stora framgång är hemma-VM 1982 i Oslo där hon vann tre guld och ett silver. Hon är gift med den norska skidåkaren Ove Aunli som tog guld i stafetten i samma VM.
Aunli mottog Holmenkollenmedaljen 1983 och avslutade sin karriär 1986. 